# Научный центр Теслы в Ворденклифе
Научный центр Теслы в Ворденклифе (англ. Tesla Science Center at Wardenclyffe, TSCW) — некоммерческая организация, созданная для развития регионального научно-технического центра, музея и производственной площадки на месте бывшей лаборатории Николы Теслы в Ворденклифе на Лонг-Айленде, штат Нью-Йорк. Центр собрал деньги через краудфандинг для покупки недвижимости. В 2018 году Ворденклиф был внесён в Национальный реестр исторических мест США.

## История

### Ранняя история (1901—1922)
Дизайн Теслы для Ворденклифа вырос из его экспериментов, начатых в начале 1890-х годов, до его крупномасштабных экспериментов в Колорадо-Спрингс в 1899 году. После того, как Тесла вернулся в Нью-Йорк из Колорадо-Спрингс в 1900 году, он обратился к венчурным капиталистам для финансирования того, что он считал революционной беспроводной связью и системой доставки электроэнергии, использующей Землю в качестве проводника. В конце 1900 года он привлёк внимание финансиста Дж. П. Моргана, который согласился профинансировать пилотный проект, основанный на теориях Теслы, способный передавать сообщения, телефонию и даже факсимильные изображения через Атлантику в Англию и на корабли в море. Морган должен был получить контрольный пакет акций компании, а также половину всего дохода от патентов. Решение Теслы в июле 1901 года расширить объект и добавить свои идеи беспроводной передачи энергии, чтобы лучше конкурировать с новой радиотелеграфной системой Гульельмо Маркони, было встречено отказом Моргана финансировать изменения. Строительство Ворденклифа началось в конце 1901 года и продолжалось следующие 3 года.
Тесла построил свой «завод беспроводной связи» на расчищенном участке земли за пределами Шорема в проливе Лонг-Айленд, на участке площадью 200 акров (81 га), купленном у застройщика Джеймса С. Уордена, который строил курортный посёлок, известный как Ворденклиф-он-Саунд. Сооружение включало в себя кирпичное здание размером 94 на 94 фута (29 на 29 м), спроектированное Стэнфордом Уайтом, башню с деревянным каркасом высотой 186 футов (57 м) с куполом диаметром 68 футов (21 м) наверху и 120-футовый (37-метровый) вал, погружённый в землю, с шестнадцатью железными трубами, проложенными «одна длина за другой» на 300 футов (94,4 м) ниже вала, чтобы машина, по словам Теслы, «иметь власть над землёй, чтобы весь этот земной шар мог дрожать».
В июне 1902 года Тесла начал переносить свою лабораторию из Манхэттена в частично построенный Ворденклиф, но проблемы с финансированием продолжали преследовать проект, поскольку потенциальные инвесторы не могли или не желали вкладывать средства, а в 1903 году на Уолл-стрит произошёл спад. В мае 1905 года истёк срок действия патентов Теслы на двигатели переменного тока и другие методы передачи энергии, что привело к прекращению выплаты роялти и серьёзному сокращению средств, которые он должен был вложить в проект Ворденклиф. К 1905—1906 годам большую часть деятельности здесь пришлось закрыть. Попытки возродить проект не увенчались успехом, и объект был заброшен и так и не был введён в эксплуатацию. В попытке погасить долги Теслы башня была снесена на металлолом в 1917 году, а имущество было изъято в 1922 году.

### Коммерческое и промышленное использование (1922—1987)
Здание лаборатории и территория использовались для коммерческой деятельности до 1987 года, когда последняя компания прекратила свою деятельность. В течение 50 лет Ворденклиф был перерабатывающим предприятием, производившим фотоматериалы. К этому участку было добавлено много зданий, а площадь, которую он занимает, была сокращена до 16 акров (6,5 га), но кирпичное здание размером 94 на 94 фута (29 на 29 м), спроектированное Стэнфордом Уайтом, стоит и по сей день. В конце концов это место было превращено в место сбора опасных отходов Суперфонда, на очистку которого ушли годы.

### Инициатива по сохранению (1994–2012)
В 1994 году, действуя по совету Президентского консультативного совета по сохранению исторического наследия, проект Tesla Wardenclyffe Project инициировал формальный процесс номинации, направленный на включение лабораторно-офисного здания Ворденклиф и Tesla Tower Foundation в Национальный реестр исторических мест и реестр исторических мест штата Нью-Йорк. Это привело бы к созданию памятника Тесле на месте самого Ворденклифа.
По состоянию на август 2012 года строение принадлежало международной компании Agfa.

### Сбор средств (2012—настоящее время)
Джейн Алкорн, президент некоммерческой группы The Tesla Science Center at Wardenclyffe, и Мэтью Инман, создатель веб-мультфильма The Oatmeal, объединили усилия в 2012 году, чтобы почтить «отца эпохи электричества», сохранив объект Ворденклиф как научный центр и музей. Они инициировали кампанию по сбору средств «Давайте построим проклятый музей Теслы» на краудфандинговом сайте Indiegogo, чтобы собрать средства для покупки собственности в Ворденклифе и восстановления объекта. Проект достиг своей цели собрать 850 000 долларов в течение недели после того, как пожертвование в размере 33 333 долларов от продюсеров фильма Теслы «Фрагменты с Олимпа: Видение Николы Теслы» поставило их на первое место. Кампания также привлекла пожертвования от благотворителей, таких как Илон Маск.
Денег, собранных в течение одной недели, было достаточно, чтобы получить соответствующий грант от штата Нью-Йорк, что позволило проекту удовлетворить запрашиваемую продавцом цену в 1,6 миллиона долларов. Включая грант, краудфандинговая кампания собрала около 1 700 000 долларов за шесть дней, при этом изначально планировалось, что кампания продлится 45 дней.

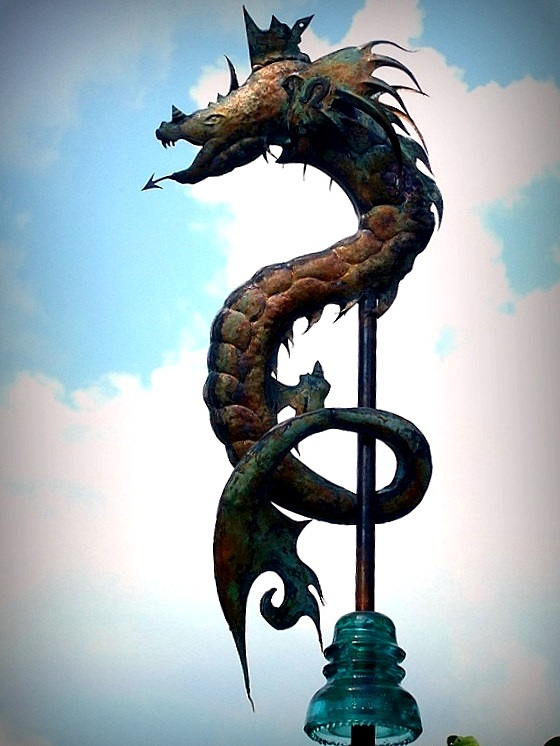
"Дракон Теслы". Медный громоотвод в Научном центре Теслы, на основе изолятора Hemingray

2 мая 2013 года Научный центр Теслы в Ворденклифе объявил, что они приобрели лабораторный участок площадью 15,69 акра у корпорации Agfa и начнут собирать «около 10 миллионов долларов для создания научного учебного центра и музея, достойных Теслы и его наследия». 23 сентября 2013 года президент Сербии Томислав Николич открыл памятник Тесле на площадке Ворденклиф. Николич сказал, что планировал настаивать на том, чтобы памятник был выставлен в Организации Объединённых Наций, но выбрал Ворденклиф, как только узнал, что он был куплен для центра.
13 мая 2014 года The Oatmeal опубликовал комикс под названием «Каково владеть моделью S, часть 2», в котором он запросил дополнительное пожертвование в размере 8 миллионов долларов от основателя Tesla Motors Илона Маска, чтобы приблизить музей к завершению. На следующий день Маск заявил в Твиттере, что «будет рад помочь». 10 июля 2014 года, во время празднования 158-летия Теслы на площадке Ворденклиф, было объявлено, что Маск пожертвует 1 миллион долларов на финансирование музея, а также на установку на территории станции наддува Tesla Motors.
В июле 2018 года Ворденклиф был внесён в Национальный реестр исторических мест.
19 декабря 2019 года Научный центр Теслы в Ворденклифе получил грант Регионального совета экономического развития в размере 750 000 долларов США от штата Нью-Йорк на преобразование единственной существующей лаборатории изобретателя Николы Теслы в три уникальные достопримечательности: музей в честь Теслы и его наследия; центр образования и исследований; и программа инноваций для предпринимателей и технологов.

## Программы и выставки
Ворденклиф в настоящее время не открыт для публики круглый год, но центр предлагает сезонные мероприятия на территории, а также передвижные образовательные программы, кинопоказы и выставки в течение всего года.
Планируется, что в будущем расширение образовательных программ будет включать ассоциации преподавателей естественных наук, конференции, симпозиумы, экскурсии, ассоциации с научными конкурсами и другие научные программы. Запланированные постоянные выставки включают выставку Теслы, эксплораториум и живой музей.